# Municipio de Marion County
El municipio de Marion County (en inglés: Marion County Township) es un municipio ubicado en el condado de Marion en el estado estadounidense de Arkansas. En el año 2010 tenía una población de 16653 habitantes y una densidad poblacional de 10,04 personas por km².

## Geografía
El municipio de Marion County se encuentra ubicado en las coordenadas 36°15′0″N 92°40′43″O / 36.25000, -92.67861. Según la Oficina del Censo de los Estados Unidos, el municipio tiene una superficie total de 1658.42 km², de la cual 1546.24 km² corresponden a tierra firme y (6.76%) 112.17 km² es agua.

## Demografía
Según el censo de 2010, había 16653 personas residiendo en el municipio de Marion County. La densidad de población era de 10,04 hab./km². De los 16653 habitantes, el municipio de Marion County estaba compuesto por el 96.96% blancos, el 0.18% eran afroamericanos, el 0.69% eran amerindios, el 0.22% eran asiáticos, el 0.05% eran isleños del Pacífico, el 0.31% eran de otras razas y el 1.6% pertenecían a dos o más razas. Del total de la población el 1.72% eran hispanos o latinos de cualquier raza.